# LU-P-5303
La carretera LU-P-5303 és una via de la xarxa secundària de Galícia, gestionada per la Diputació de Lugo. Connecta la carretera LU-P-5301, situada en el nucli urbà de San Clodio en Ribas de Sil, amb la parròquia de Torbeo en el mateix municipi, estenent-se fins al límit provincial amb Orense en el municipi de Castro Caldelas. La longitud total d'aquesta carretera és de 16 km i 394 metres.

## Traçat
La carretera parteix de la carretera LU-P-5301 en el nucli urbà de San Clodio en Ribas de Sil. Després de 3 km s'endinsa en el nucli urbà de Rairos i comença a pujar un port de muntanya creuant els llogarets de Barreiros, Moreiras de Abaixo, San Lourenzo, Torbeo i As Pozas. Finalitza en el límit provincial amb Orense en el municipi de Castro Caldelas.